# 包玉堂
包玉堂（1934年8月24日—2020年4月28日），原名包祖堂，曾用名包裕堂，笔名夜光、山音，男，仫佬族，广西罗城人，中国少数民族诗人、文化工作者。

## 生平
1934年8月24日（农历七月十五）出生于广西罗城县四把乡石门村冲眷屯的一个贫苦农民之家。父亲包启宽，少年时就给有钱人家打工。母亲罗氏，是种田兼挖煤的农民之女儿。祖母和母亲都是歌手。仅读了一年私塾，两年半小学和半年初中，就因极度穷因而辍学。1949年底徒步走到庆远镇，进入庆远专区行政干部学校第一期学习，曾任剿匪征粮工作队队员，土地改革工作队队员。后来因为左脚受伤回家疗养，就地担任小学教师，第二年被评为全县模范教师，调到乡中心小学任副教导主任。1953年加入中国新民主主义青年团，1957年加入中国共产党。1958年9月进入柳州专区宜山师专中文科学习。1959年调至中共柳州地委宣传部工作，参加歌剧《刘三姐》的集体创作，并被吸收为中国作家协会会员，任柳州专区文联副秘书长。1963年后任广西文联专业作家。1976年，任广西壮族自治区文化局副局长、党组副书记。1979年后，任广西壮族自治区人民代表大会代表，中国作家协会广西分会副主席，并兼任区文联党组成员、广西对外友好协会副秘书长等职。1996年8月退休。2020年4月28日在南宁逝世。

## 出版物
著有诗集《虹》《歌唱我的民族》《凤凰山下百花开》《在天河两岸》《回音壁》《清清的泉水》《春歌不歇》《红水河畔三月三》《乡情集》，散文集《山花寄语》等，主编《南国诗丛》《繁花诗丛》《芦笛词丛》《仫佬族民间故事集》等。
1955年，他根据苗族民间传说，创作长篇叙事诗《虹》。1958年在上海新文艺出版社出版《歌唱我的民族》诗集（其中《走坡组诗》被译为英文），获广西民族文学一等奖。在1976年3月号《广西文艺》发表《东风浩荡，献给无产阶级文化大革命十周年》。全诗259行，歌颂文化大革命，充满着左的思想，在当时影响较大。